# Tayín

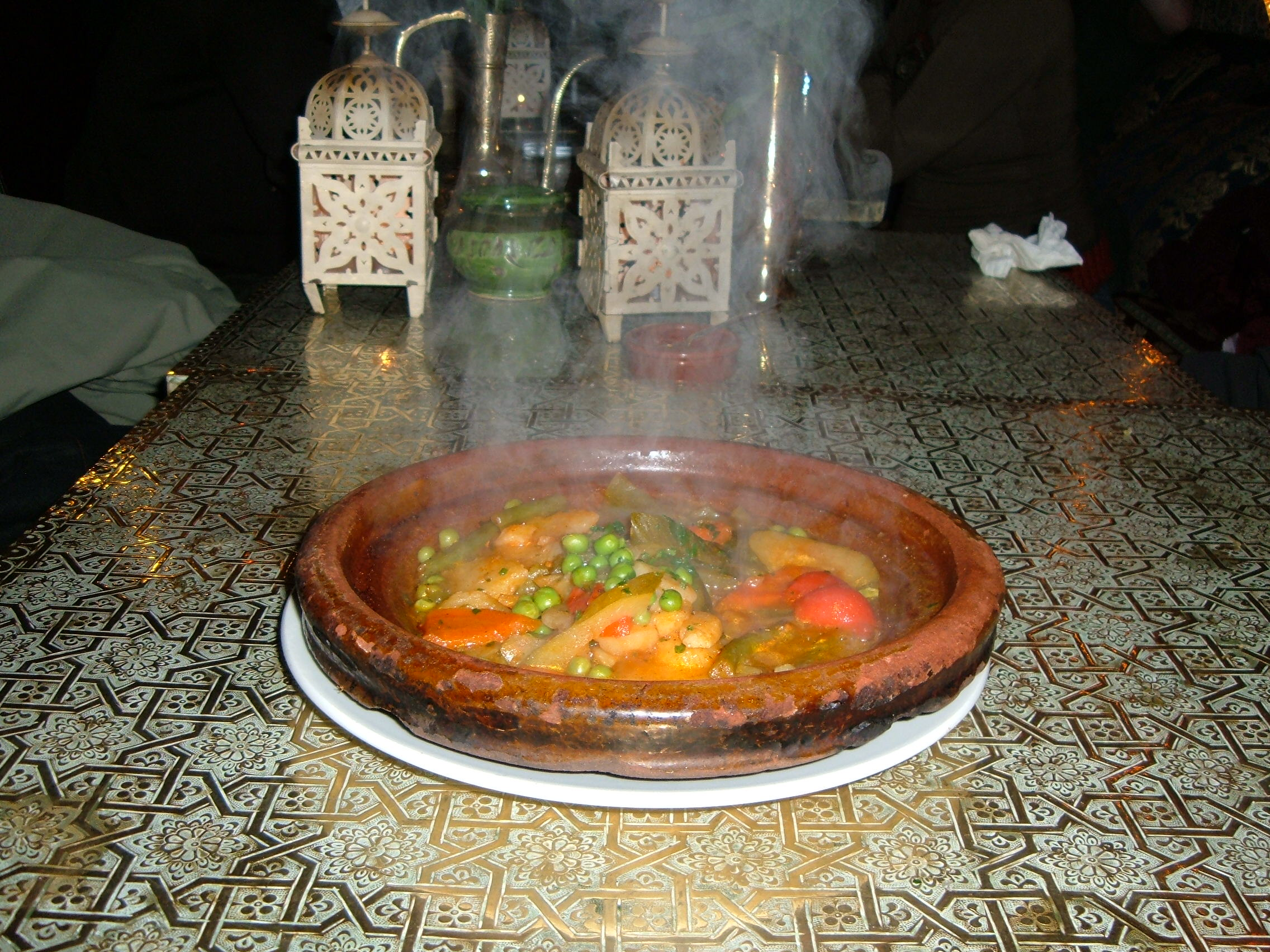
Tayín de verduras servido en un restaurante.

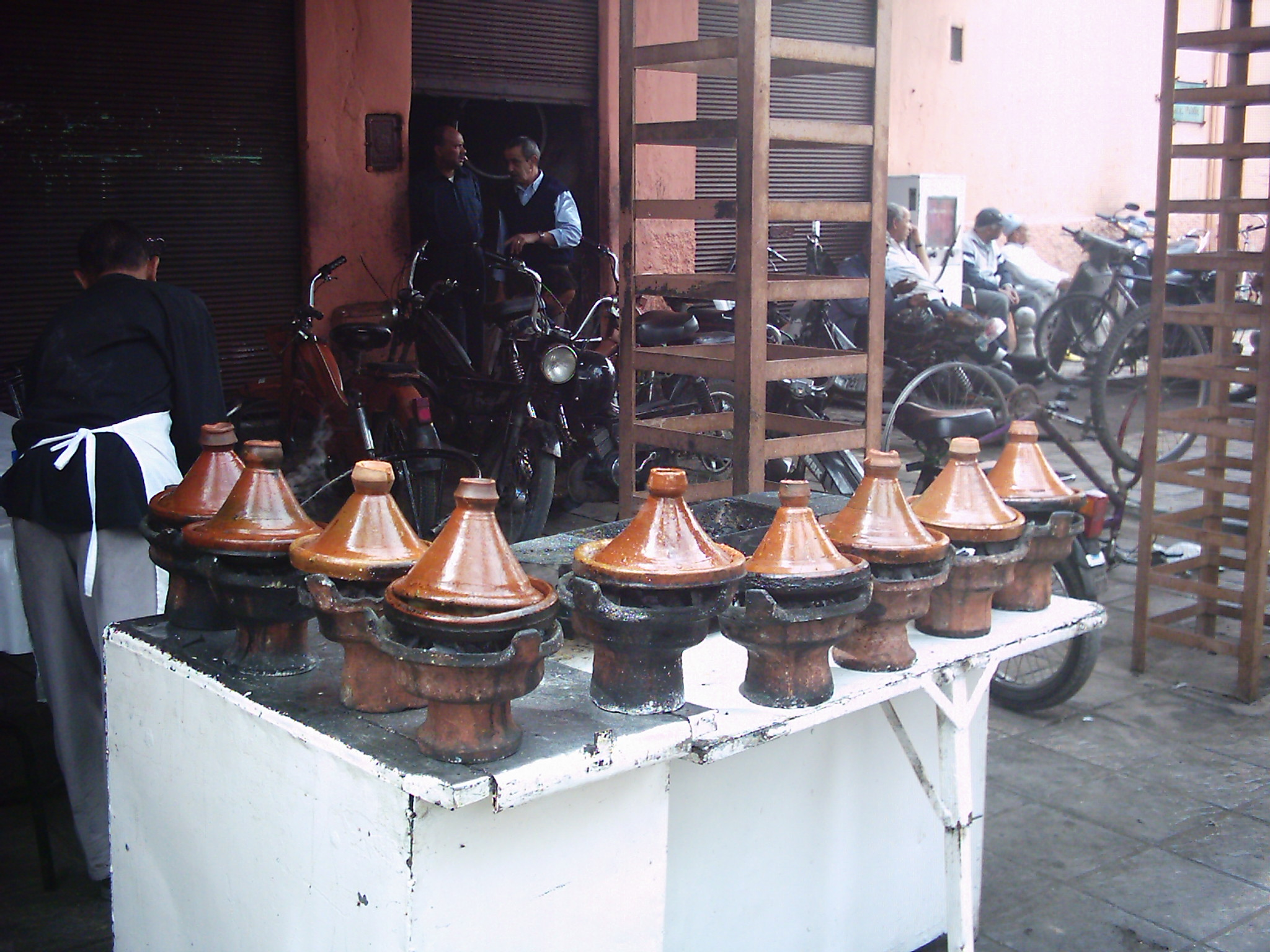
Cocción en tayines en las calles de Marrakech.

El tayín o tajín (en bereber ⵟⴰⵊⵉⵏ ṭajin, en árabe طاجين, transcrito frecuentemente tajine, siguiendo la ortografía del francés) es un plato tradicional de la gastronomía magrebí de tipo guisado de origen bereber que lleva el nombre de la olla de barro en la que se cocina.
El tayín puede ser de muchas clases. Puede ser de pescado, de carne picada o kefta, de pollo o de atún.

## Características
Este recipiente es un plato de gran diámetro y, generalmente, de poco fondo, hecho de barro cocido y barnizado y dotado de una característica tapa cónica. Esta tapa mantiene el calor y el vapor durante y después de la cocción, que se condensa en la parte superior de la misma y vuelve a caer sobre los alimentos, evitando que se resequen mientras se cocinan.

## Elaboración
Los alimentos se fríen primero y luego se cocinan estofados a fuego muy lento. Los tayines más habituales, o canónicos, son los que a continuación se detallan, pero existen gran cantidad de variantes. Los ingredientes y el modo de preparación son habituales de lo que se denomina Marruecos. 
- Tayín de pollo con limón en salmuera y aceitunas.
- Tayín de atún.
- Tayín de kefta
- Tayín de sardinas.
- Tayín de cordero con membrillo caramelizado.
- Tayín de cordero con ciruelas pasas. (Mrouzia)
- Tayín de ternera con verduras.
- Tayín de verduras.
- Tayín de argán.
- Tayín de pollo.

Los platos se pueden condimentar con una amplia variedad de ingredientes salados o dulces, miel, frutas, frutos secos y especias. Estas especias, además de las habituales en la cocina marroquí, suelen incluir la mezcla que se conoce como ras al hanut, que se elabora según una amplia variedad de recetas.